# Geocaryum macrocarpum
Geocaryum macrocarpum är en flockblommig växtart som först beskrevs av Pierre Edmond Boissier och Wilhelm von Spruner, och fick sitt nu gällande namn av Lennart Engstrand. Geocaryum macrocarpum ingår i släktet Geocaryum och familjen flockblommiga växter. Inga underarter finns listade i Catalogue of Life.